# Володя Казаков
Володя Казаков е български художник.

## Биография
Роден е в Оряхово на 28 август 1953 г.  Живее в Ботевград. Член на Съюза на българските художници – секция „Живопис“. Участва в над 100 изложби в България и над 30 изложби в чужбина. Рисува с маслени бои и акварел.
Първата си изложба прави през 1975 г. в Ботевград, а по-късно има самостоятелни представяния и в Благоевград, София, Оряхово, Русе, Враца, Плевен, Пловдив и други градове на страната и чужбина – повече от тридесет. Рисува в различни стилове. През 1980-те години се занимава и с карикатура. В периода 1997 – 1998 г. рисува абстрактни творби, след което преобладават творбите с определени теми и сюжети. Река Дунав, часовниковата кула в Ботевград и градският пейзаж са сред основните теми на творбите му. С тях са свързани голяма част от картините му: „Речен пейзаж“, „Носталгичен оряховски пейзаж“, „Душата на кулата“, „Ботевград“. Вдъхновяват го още притчите и легендите. Рисува Монмартър, Айфеловата кула и Нотр Дам в Париж, мостовете в Люксембург, каналите и къщите в Амстердам.
През 2015 г. получава почетен медал на Община Ботевград, който отказва публично на конференция в БТА в знак на протест срещу поведението на тогавашния кмет на Ботевград – Георги Георгиев, което Казаков определя като неморално.
На 6 декември 2017 г. представя книгата си озаглавена „Часовниковата кула на Ботевград“, която е резултат от 20 годишен труд, свързан със събиране на материали за миналото на Ботевград. Интересът му поражда книгата на Петър Цанов „Орхание и Орханийско“.